# Borovinský most
Borovinský železniční most (přezdívaný také most sebevrahů) na jednokolejné trati Brno–Jihlava překlenuje Libušino údolí, Stařečský potok a Koželužskou ulici v Třebíči. Východní polovina mostu leží v části Horka-Domky, západní polovina mostu tvoří hranici mezi částmi Stařečka (na severu) a Borovina (na jihu).  

## Historie

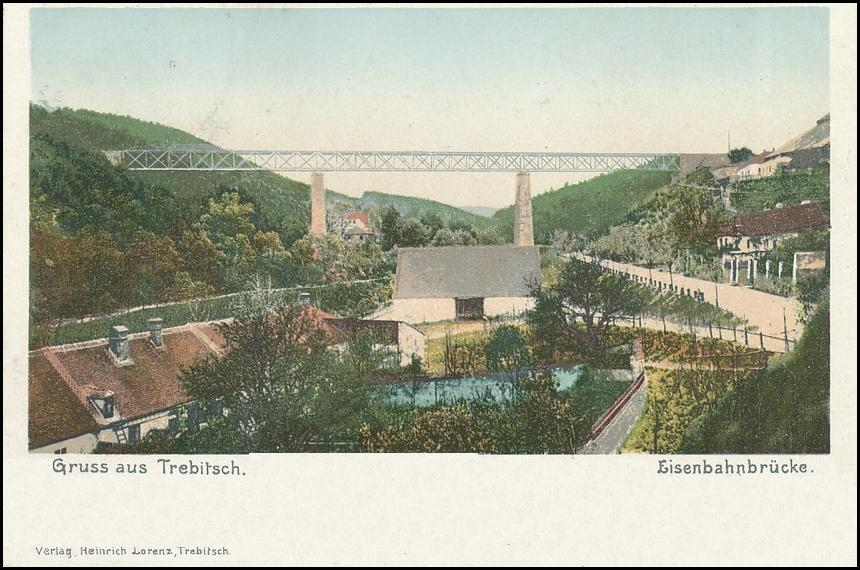
Borovinský most na fotografii Jindřicha Lorenze z roku 1901

Most byl budován od června roka 1885 a dokončen v dubnu roku 1886. S délkou 160 m a výškou ode dna údolí až po kolejnice 42,5 m byl vedle mostu přes údolí Chvojnice u Kralic nad Oslavou největším mostem železniční trati Brno–Jihlava.
Starý příhradový most stavěli Italové z Lombardie, pomocné dělníky, dřevo na stavbu lešení, kámen a písek zajišťovala třebíčská společnost stavitele Herzána. Kámen byl nalámán u Janova mlýna, v místech, kde byla později vytvořena vyhlídka na Libušino údolí. Při jednom z odstřelů při lámání kamene v místě budoucího pilíře podle dobových údajů jeden z odstřelených kamenů odlétl a smrtelně zranil děvče na dvorku jednoho z domků v ulici Na Potoce. Také měla být pod mostem dlouhou dobu postavena mohylka z kamení, která měla sloužit jako památníček pro jednoho z dělníků, který ukončil svůj život skokem z konstrukce.
Zatěžovací zkouška proběhla 10. a 11. května 1886; na most najelo šest lokomotiv s tendry. 
28. října 1939 během německé okupace z mostu vlála československá vlajka, která byla umístěna místním oddílem Sokola. Na konci války byly ženisty německé armády navrtány pilíře a do nich byly umístěny nálože, jež měly most zničit. To se nakonec nestalo, protože spád událostí byl příliš rychlý. 

V polovině padesátých let 20. století byla provedena komplexní rekonstrukce mostu, byly vyměněny všechny spojovací nýty, vystavěna lávka pro údržbu mostu uprostřed příhradové konstrukce a byly vystavěny bezpečnostní výklenky v zábradlí. V roce 1984 proběhla další velká rekonstrukce a byly zpevněny i mostní pilíře, byla provedena injektáž.

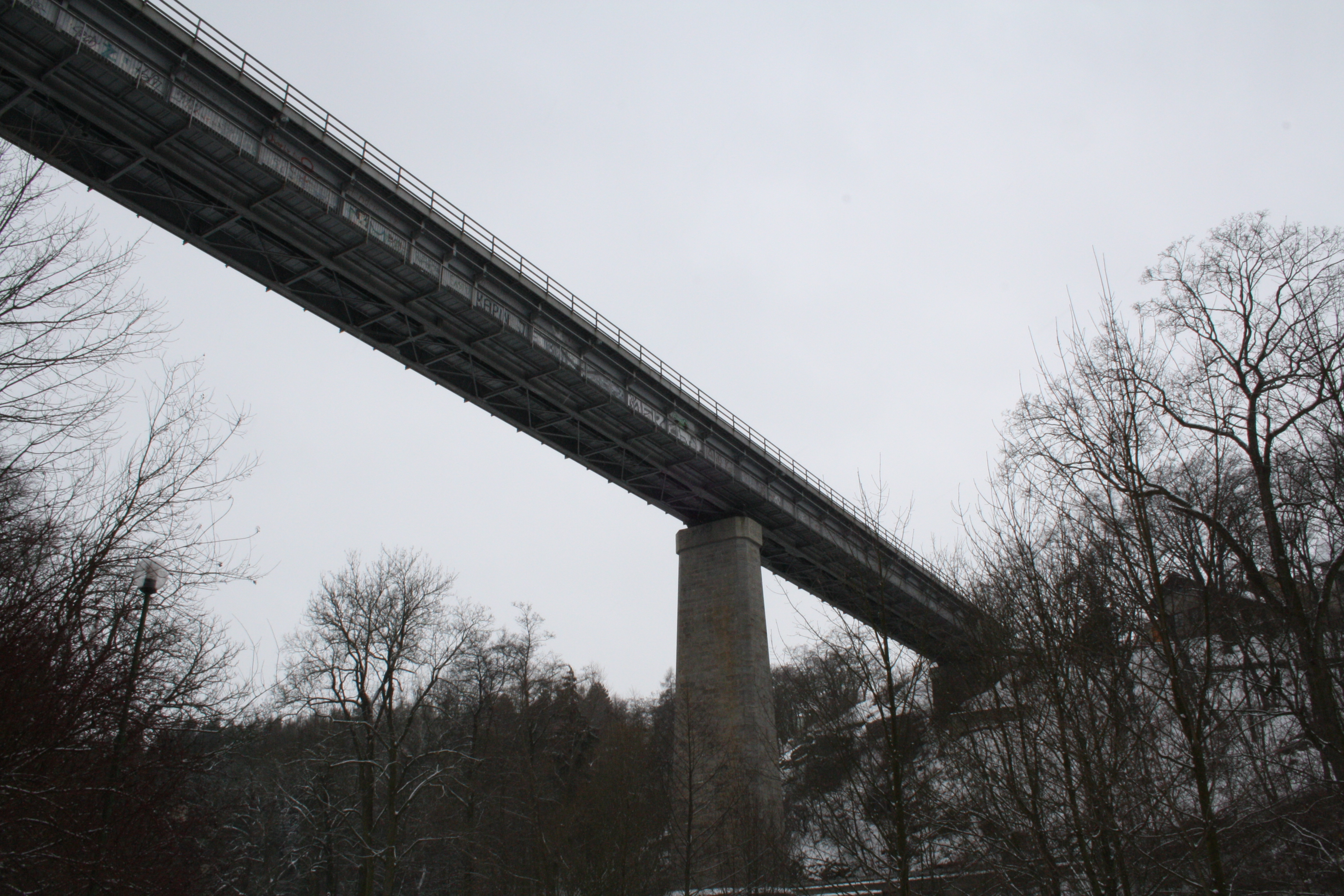
Borovinský most ze spodní strany s pilířem

 V roce 1981 bylo, v souvislosti se stavbou jaderné elektrárny Dukovany a se zvyšujícím se provozem, vládním usnesením nařízeno, že by měly být vyměněny konstrukce mostů na trati Brno–Jihlava. Dne 20. července 1987 tak započala nepřetržitá výluka provozu. Ze začátku byla na montované pilíře odsunuta (doprava k městu) stará příhradová konstrukce. Nové mostní těleso bylo kompletováno u sokolského stadionu a posléze bylo na pilíře nasunuto pomocí dvou tanků. Nové těleso je 162 metrů dlouhé, 5 metrů vysoké a jeho hmotnost je 840 tun, hlavním dodavatelem byly Železniční stavby Brno, výrobcem byly železárny ve Vítkovicích, montáže provedly Hutní montáže Ostrava, cena dosáhla cca 50 milionů Kčs. Poté proběhly různé testy, jak s těžkými lokomotivami, tak i s raketami odpalovanými z mostu. Výluka trvala celkem 67 dní. Slavnostní uvedení do provozu se událo 25. září 1987. Součástí mostu je i lávka pro pěší, byla postavena spolu s novým tělesem mostu jako údržbářská. Později k ní byly dobudovány i přístupové cesty a od poloviny roku 1989 slouží i veřejnosti.
Borovinský most mívá někdy též přízvisko sebevrahů. V roce 2001 z něj skočil 25. sebevrah, počítáno od roku 1947. Od roku 1987, kdy proběhla rekonstrukce mostu, ukončilo svůj život skokem z mostu kolem 30 lidí. Starosta Pavel Janata uvedl, že o instalaci zábran proti skokům sebevrahů žádalo město již několikrát před mnoha lety. Dle Správy železniční dopravní cesty se toto zabezpečení nechystá.

## Galerie

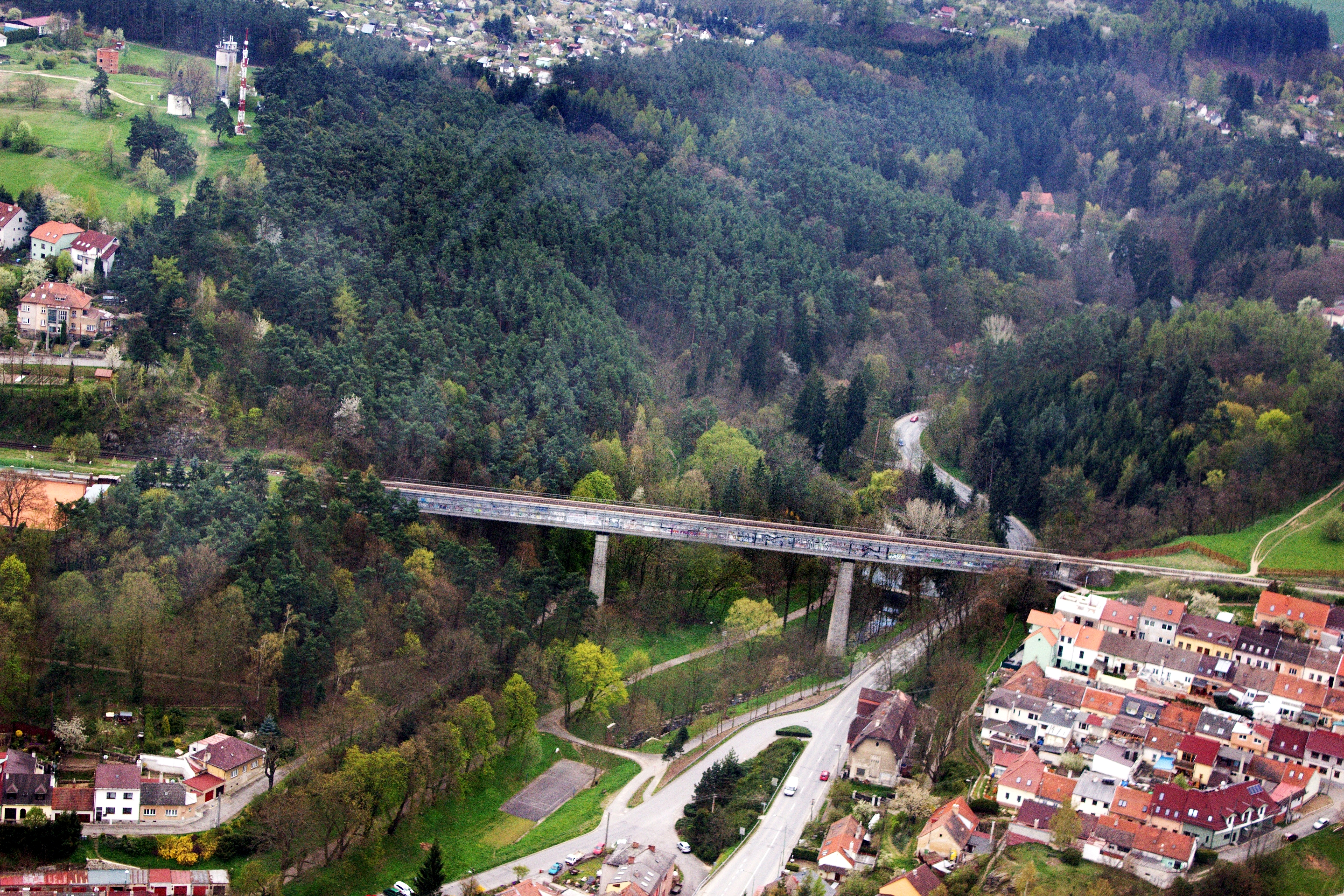
Letecký pohled na most
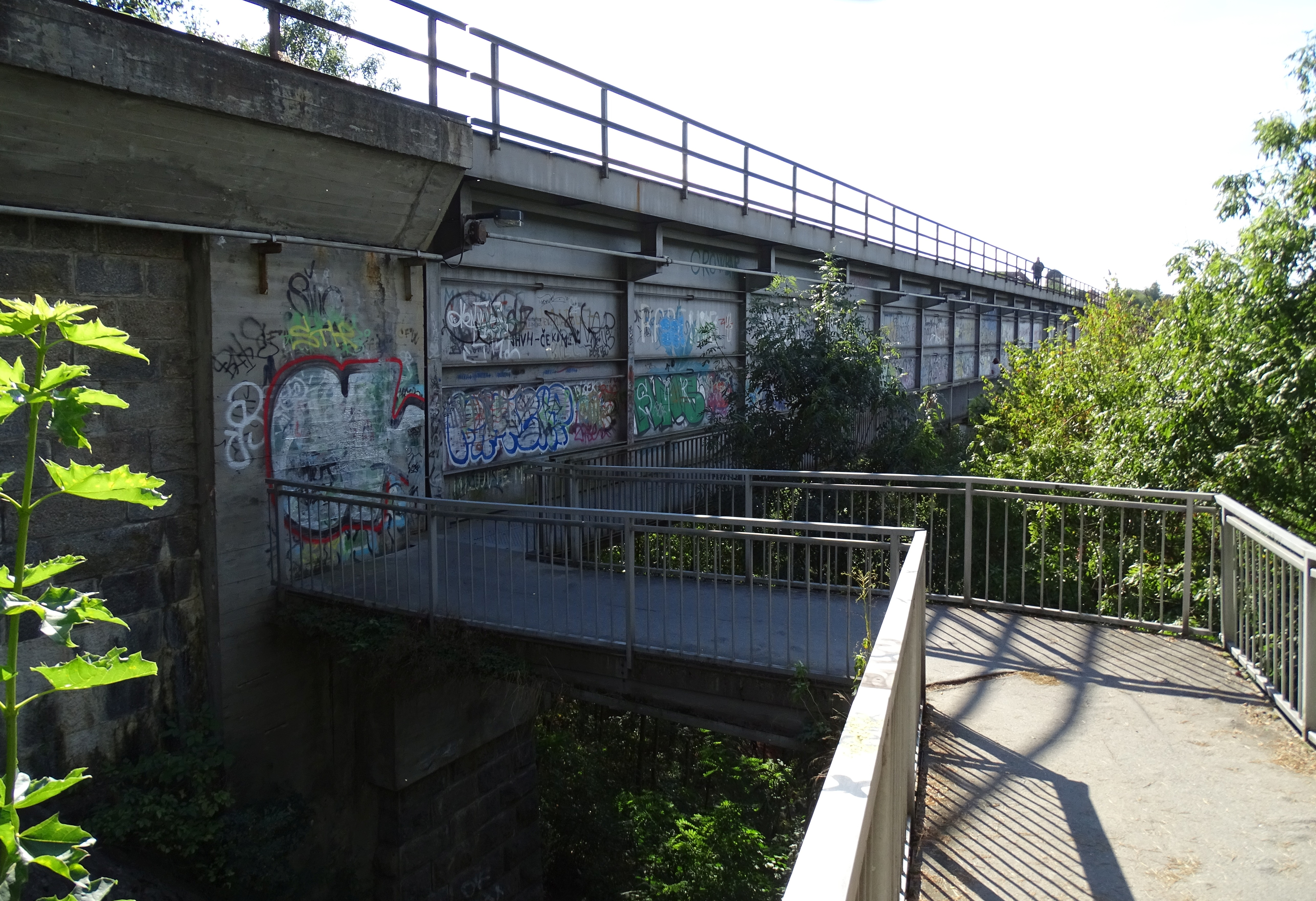
Lávka pro pěší
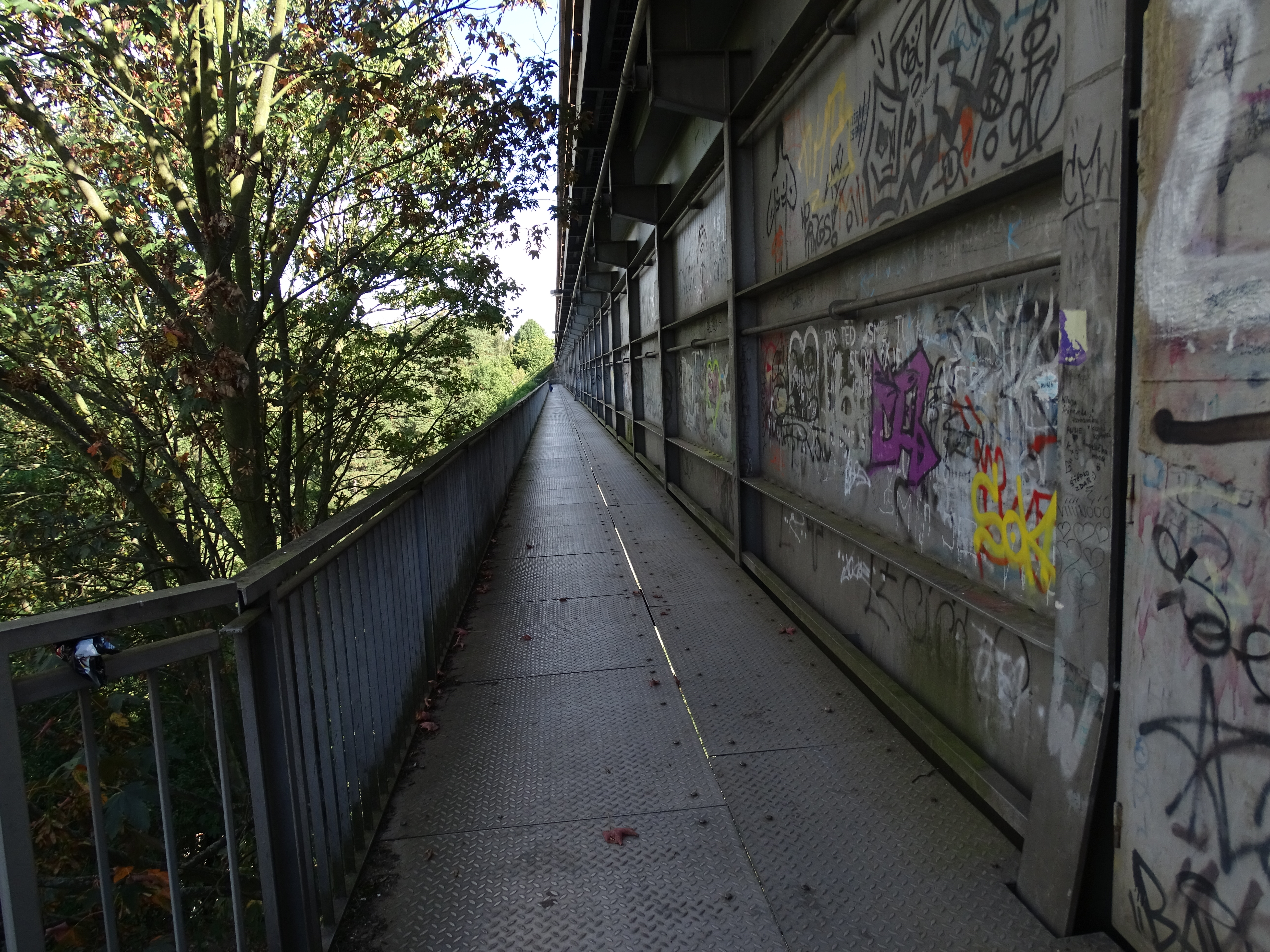
Lávka pro pěší
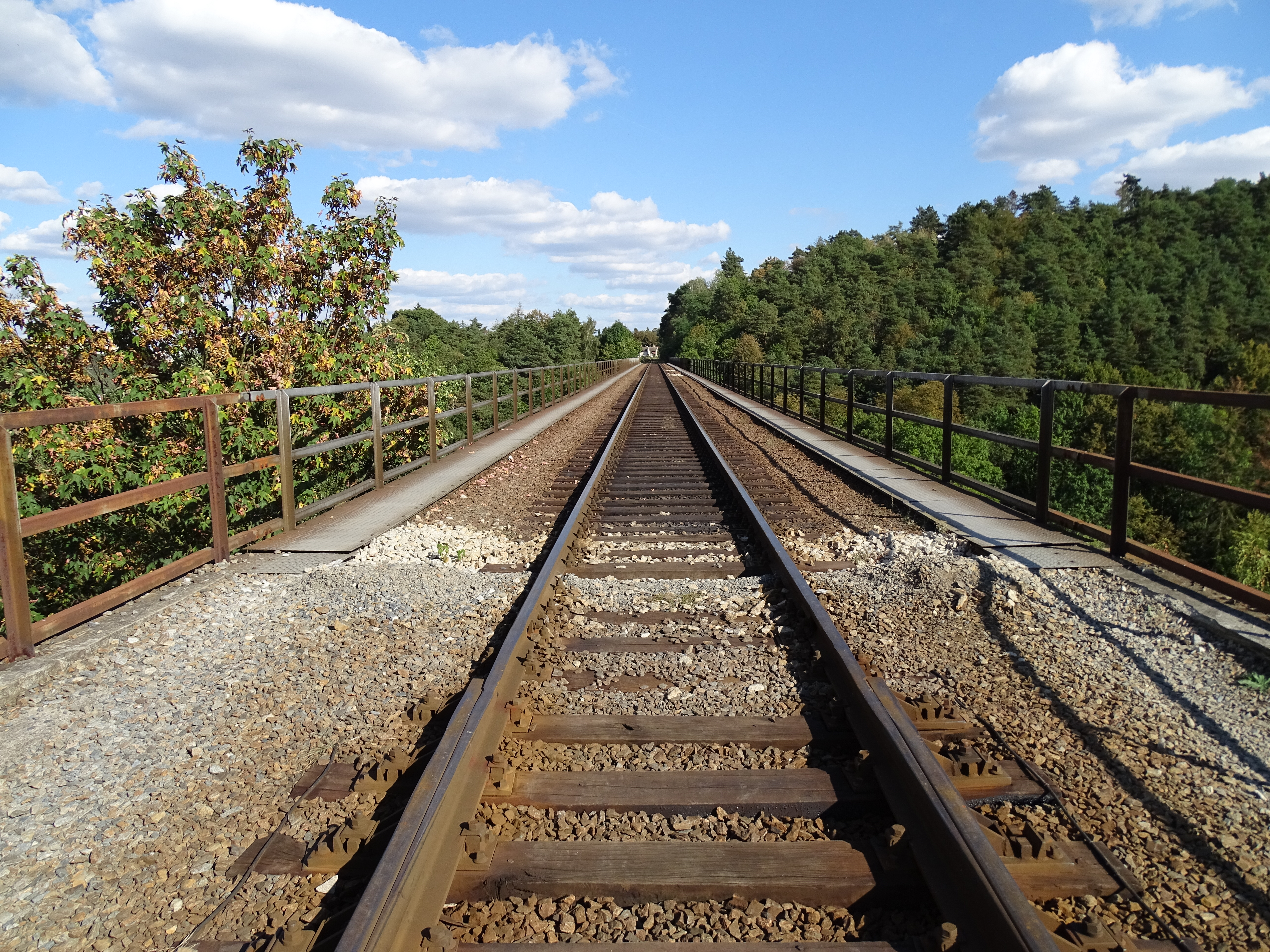
Pohled na most
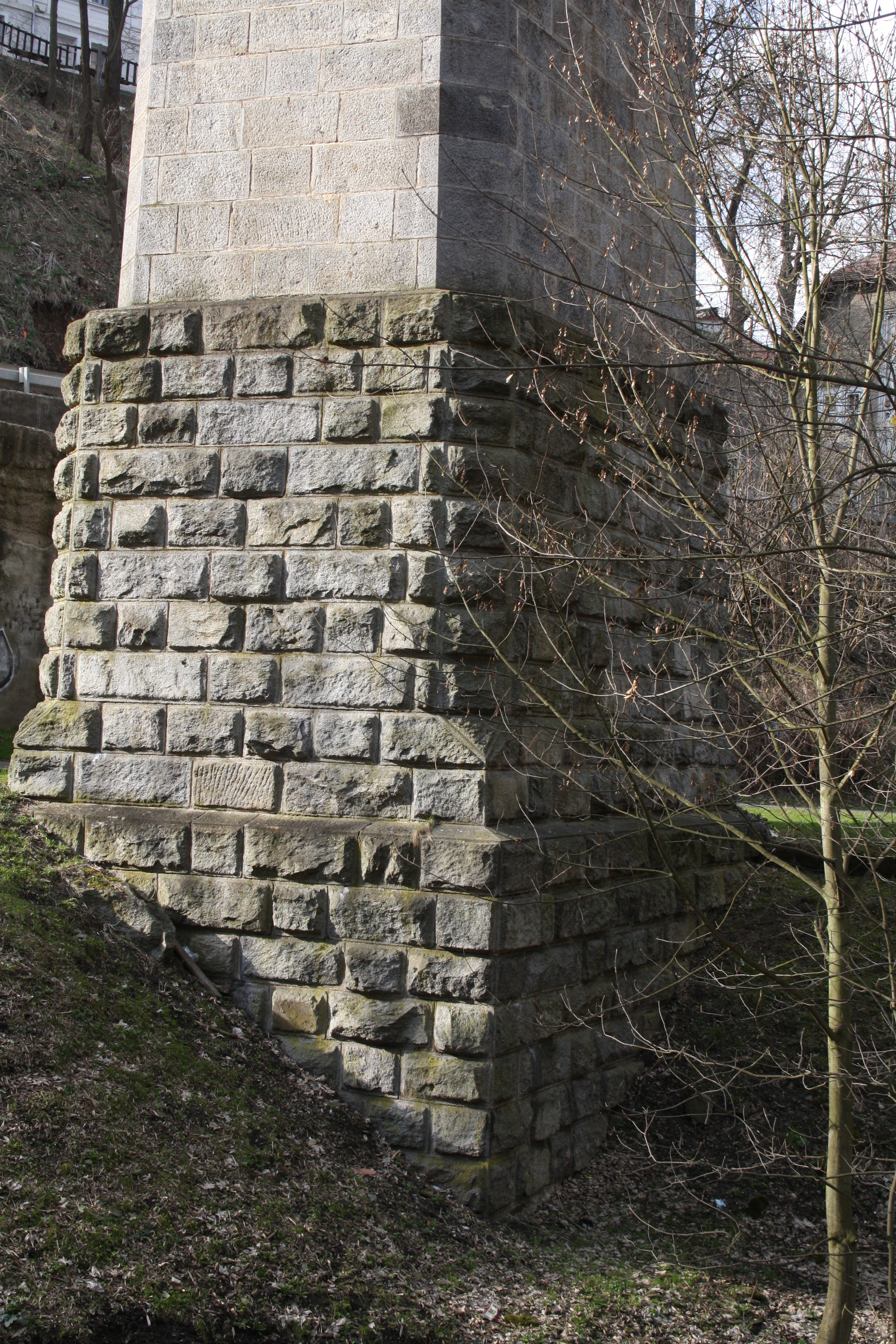
Spodní část pilíře
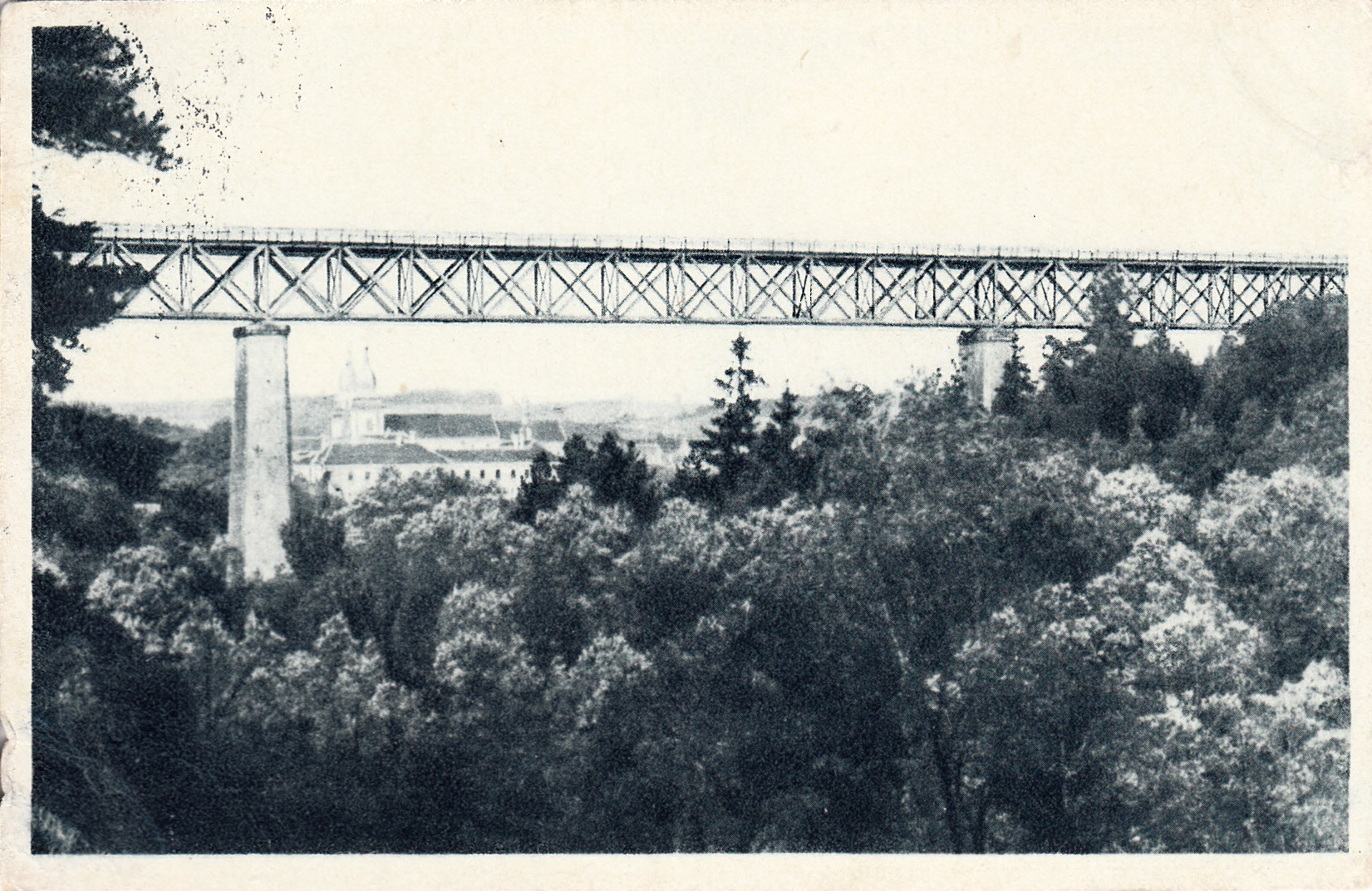
Původní mostová konstrukce